# 延平 (东汉)
延平（106年）是东汉殇帝刘隆的年号；但是實際上由鄧綏全權控制朝政，殇帝毫無實權。汉朝使用这个年号时间共计一年。
元兴元年十二月汉殇帝即位沿用元兴年号，次年正月初一（106年2月21日）改元延平。
延平元年八月汉安帝即位沿用，次年正月初一（107年2月10日）改元永初。

## 纪年
| 延平 | 元年  |
| ---- | ----- |
| 公元 | 106年 |
| 干支 | 丙午  |

## 参看
- 中国年号列表
- 其他时期使用的延平年号